# William Green Morton
William Thomas Green Morton (Charlton, 9 agosto 1819 – New York, 15 luglio 1868) è stato un odontoiatra statunitense.

## Biografia

### La vita prima della scoperta dell'etere
Figlio di James Morton e Rebecca Needham, entrambi contadini, iniziò gli studi per divenire dentista nel 1840 al College of Dental Surgery di Baltimora. Dopo essersi diplomato nel 1842, esercitò la professione di dentista assieme al collega Horace Wells. Nella primavera del 1844 sposò Elizabeth Whitman di Farmington, Connecticut. I genitori della ragazza non erano entusiasti della professione di Morton per cui diedero assenso al matrimonio solo dopo che egli ebbe promesso di studiare medicina. Morton affermava di essere diventato dentista esclusivamente per motivi economici e che era sempre stata sua intenzione diventare medico. Nel marzo dello stesso anno egli si iscrisse alla Harvard Medical School dove frequentò le lezioni di anatomia e quelle di chimica tenute dal professore Charles T. Jackson che introdusse Morton alle proprietà dell'etere. Tuttavia, dopo meno di un anno, Morton abbandonò Harvard senza laurearsi per tornare a dedicarsi alla professione di dentista.

### Inizia la corsa per la lotta contro il dolore

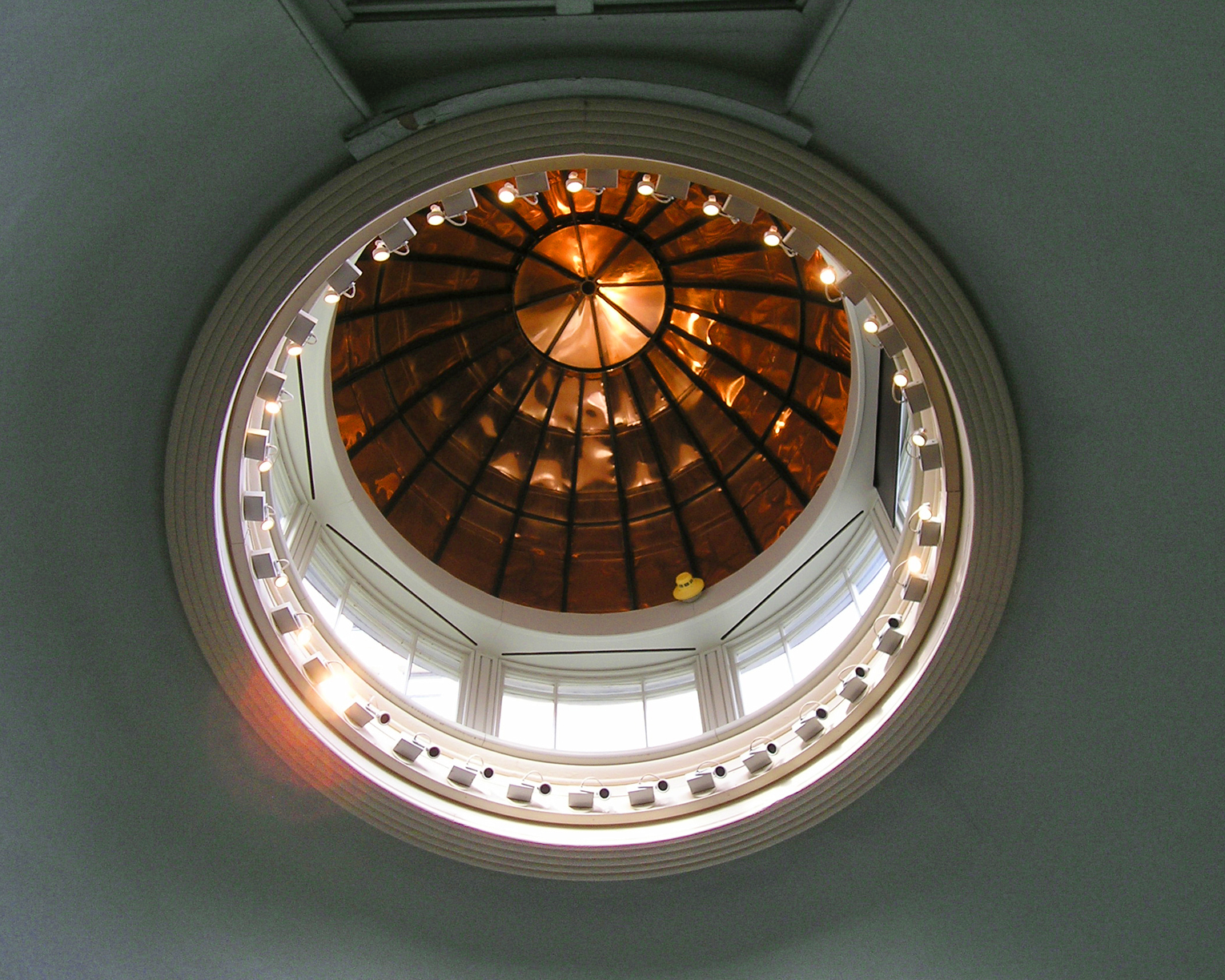
"Ether Dome", sala in cui fu effettuata la prima operazione indolore

Nella prima metà del XIX secolo molti chirurghi e dentisti iniziarono a sperimentare dei metodi con i quali ridurre il dolore dell'intervento chirurgico. Negli anni quaranta di questo secolo l'interesse era concentrato in particolare su due tecniche: l'inalazione di gas (era già stato utilizzato il cloroformio) e l'uso del mesmerismo o dell'ipnotismo. Dal 1842 Crawford Long, un chirurgo della Georgia, aveva utilizzato l'etere come narcotico in una serie di procedure chirurgiche, ma egli non rese pubblico il suo lavoro fino alla fine degli anni 40, e secondo alcune interpretazioni lo fece soltanto perché stimolato dal concorrente alla nomina di inventore dell'anestesia, Charles T. Jackson. Nel 1844, invece, Horace Wells aveva iniziato ad utilizzare protossido d'azoto per le estrazioni dei denti e, convinto delle sue proprietà narcotiche, organizzò un intervento dimostrativo presso il Massachusetts General Hospital di Boston nello stesso anno.

### La scoperta scientifica

#### La vittoria sul dolore
Nonostante l'esito negativo del tentativo di Wells, la prova colpì molto Morton che continuò autonomamente gli esperimenti fin quando si convinse delle proprietà narcotiche dell'etere dopo aver brillantemente notato che l'etere impuro (il cloruro d'etere) aveva come conseguenza aspetti inattesi quale l'esaltazione del soggetto che lo inalava, mentre l'etere puro (il solfuro d'etere) aveva gli effetti che stava cercando: sonnolenza ed incoscienza. Così egli per la prima volta il 30 settembre 1846 adoperò con successo l'etere per una estrazione dentaria sul paziente Eben Frost, un insegnante di musica. Questi acconsentì ad accompagnare Morton e il suo collega dentista, il dr. Hayden, che aveva assistito all'intervento, alla redazione del Boston Daily Journal la sera stessa dell'intervento. Nell'edizione mattutina del 1º ottobre apparve l'articolo che recava la notizia: "Ci si comunica che ieri sera fu strappato un dente a persona che non ne risentì alcun dolore. L'inalazione di una certa sostanza la fece cadere in un assopimento che durò tre quarti di minuto, il tempo sufficiente per estrarre un dente.".

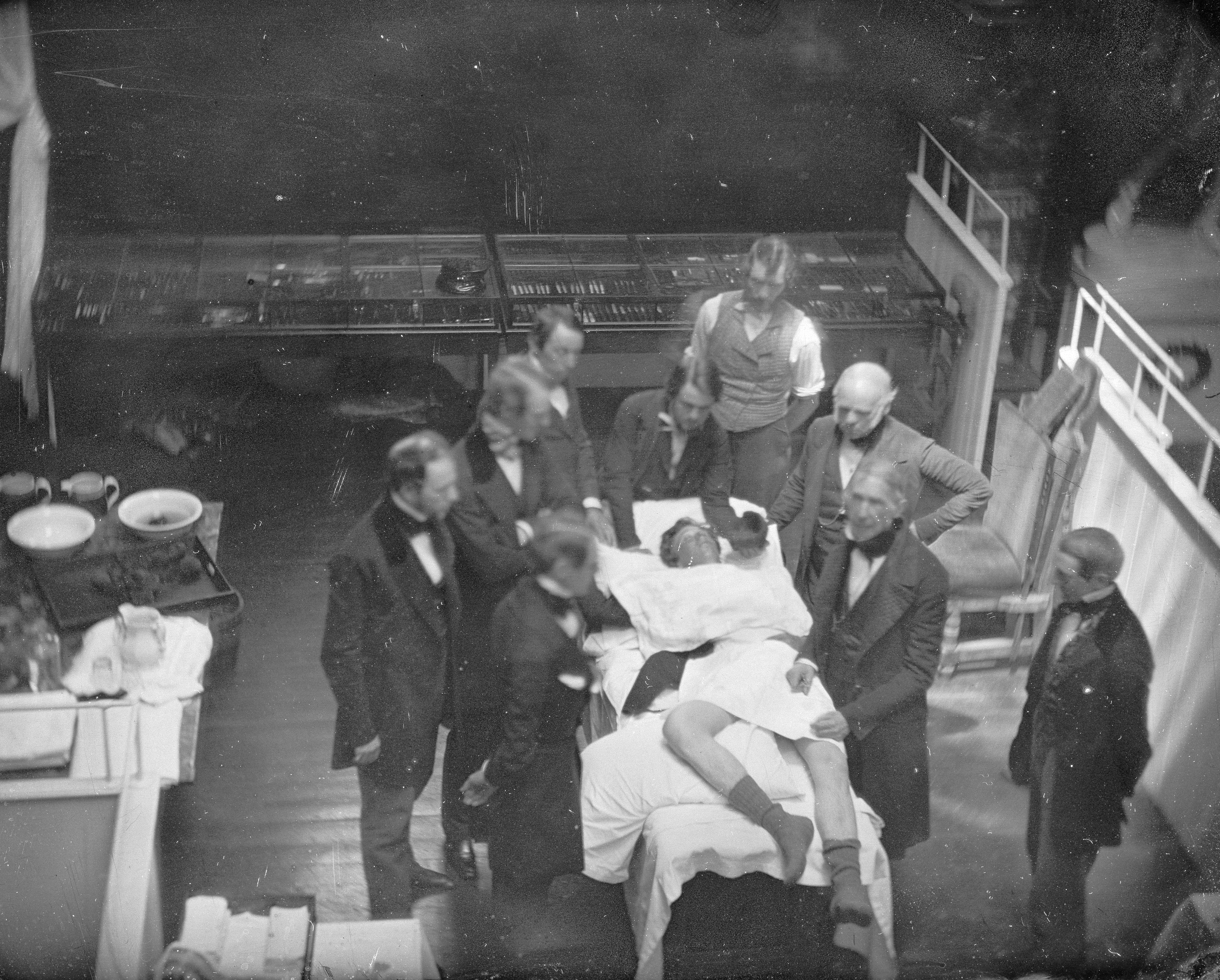
Ricostruzione del primo intervento chirurgico con l'utilizzo dell'etere

Questo intervento fu seguito il 16 ottobre 1846 dalla famosa operazione praticata da John Collins Warren che, nello stesso Massachusetts General Hospital, asportò un tumore del collo al signor Albert Abbott. La sala in cui era stata effettuata l'operazione prese il nome di Ether Dome ed è stata preservata come monumento di questo evento storico.
Al paziente, Morton aveva fatto precedentemente respirare i vapori contenuti in una sfera nella quale era inserita una spugna imbevuta di etere. Questa volta le cose andarono per il meglio ed il paziente non avvertì alcun dolore. Lo stesso Warren, che aveva eseguito con scetticismo l'intervento, pare si sia rivolto ai numerosi presenti con le lacrime agli occhi mormorando incredulo: "Signori, qui non c'è nessun imbroglio" ("Gentlemen, this is no humbug"). Subito dopo Warren, invece, parlò il dottor Henry Jacob Bigelow che aveva assistito il collega nell'operazione: "No, signori miei, qui non può esserci suggestione. Avete osservato le palpebre chiuse, la testa abbandonata all'indietro nel sonno, i lineamenti calmi del nostro paziente durante l'operazione? Tutti questi sono segni inconfondibili di sonno profondo, di insensibilità completa. Noi tutti abbiamo or ora assistito ad un grande avvenimento per la chirurgia. Alla nostra professione è stato tolto per sempre il suo orrore". In quella data nasceva l'anestesia moderna che in pochi anni insieme alla scoperta dell'antisepsi (grazie al contributo di personalità quali Semmelweiss, Pasteur e Lister) avrebbe segnato un capitolo fondamentale nella storia della chirurgia.
Fu grazie al buon esito di questo intervento che Morton riceverà la laurea ad honorem in medicina dalla Washington University di Baltimora.

Il medico e poeta Oliver W. Holmes inviandogli una lettera di complimenti propose il termine anestesia rifacendosi al greco antico (αν priv. e aisthesis, sensazione) per questa rivoluzionaria scoperta ufficializzata sul Medical and Surgical Journal di Boston il 18 novembre 1848.

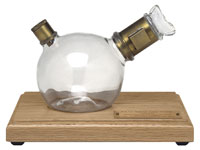
Riproduzione dello strumento utilizzato per l'inalazione d'etere

La notizia del successo si diffuse ben presto in tutti gli Stati Uniti, e anche in Europa e così Morton fece produrre un gran numero di inalatori, che egli stesso aveva disegnato, pensando che vendendone il brevetto avrebbe potuto ricavarne un compenso economico. Lo strumento consisteva in una bottiglia di Woulff e in una sfera di vetro fornita di due aperture in una delle quali doveva essere infilato un tubo di legno munito di chiavette, l'altra doveva servire all'immissione del gas. Il paziente poteva prendere in bocca il tubo di legno, aspirare ed espirare i vapori di etere. L'aria inalata si impregnava così, in modo semplice, di vapori d'etere.

#### Le prime ombre
Morton ebbe riconosciuti i meriti delle sue ricerche da parte della comunità medica e scientifica e, prevedendo immensi guadagni, tentò di occultare la natura della sostanza che adoperava brevettandola con il nome letheon. Ma fu impossibile nascondere a lungo che il letheon non era altro che etere dietilico. Così nonostante il brevetto, Morton non ottenne alcun beneficio economico. Anzi, si attirò l'antipatia dell'opinione pubblica ed accademica che, accusandolo di comportamento poco etico e scorretto, finì con l'addossargli anche la colpa delle disavventure e del suicidio del suo vecchio amico e collega Wells.
Anche la professione iniziò ad andar male e il suo studio dentistico fallì, così nel 1850 iniziò a dedicarsi anche all'attività agricola. Nel 1854 il Senato degli Usa decise di compensare lo scopritore dell'anestesia con un premio di 100.000 dollari ma il grande numero di rivali che lo pretendevano (Wells, Jackson, Long e molti altri ancora) rese impossibile a Morton di ottenerlo. Allora questi fece un ultimo tentativo querelando la U.S. Army per aver usato illecitamente il suo brevetto, senza riconoscergli i diritti. Il suo caso tuttavia fu chiuso e di conseguenza il brevetto fu dichiarato invalido. In effetti Morton, durante le battaglie di Frederiksburg, Chansellorsville e del Wilderness aveva partecipato come assistente chirurgo volontario e aveva applicato l'etere a più di duemila soldati feriti ma la sua denuncia era solo un modo per dimostrare che egli si era sempre considerato in possesso del brevetto e quindi l'inventore dell'anestesia.

### I riconoscimenti
By whom, pain in surgery was averted

Grazie a lui, il dolore nella chirurgia viene evitato

Dopo di lui, la scienza ha il controllo sul dolore»
(Bigelow, lapide di Morton)

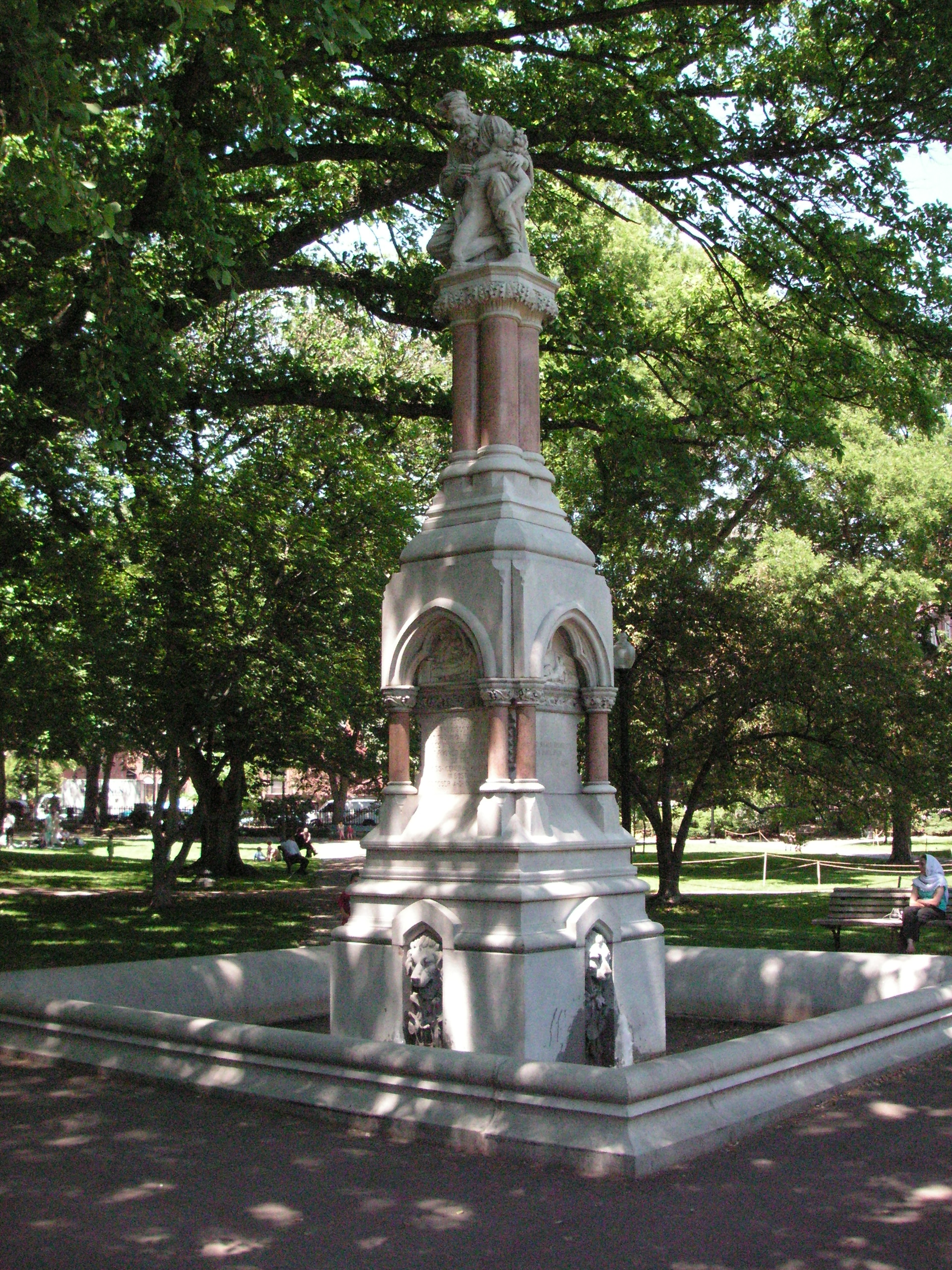
"Ether Monument" del Boston Public Garden

Nella primavera del 1857, Amos Lawrence, un bostoniano benestante, assieme a dei professionisti dell'ambito medico e a cittadini influenti di Boston, sviluppò un progetto per raccogliere 100.000 dollari come testimonianza nazionale a Morton, ricevendo contributi sia da enti pubblici che da cittadini privati.
Morton era a New York nel luglio del 1868 quando andò a Central Park per cercare sollievo da un'ondata di calore, qui egli collassò e morì subito, poco dopo. La sua tomba si trova al Mount Auburn Cemetery a Cambridge, Massachusetts.
Nel 1871, un comitato di persone impegnate nel raccogliere la testimonianza prima menzionata pubblicò The Historical Memoranda Relative to the Discovery of Etherization per individuare Morton come l'inventore dell'inalazione anestetica e per giustificare una ricompensa pecuniaria alla famiglia di Morton per la "spaventosa responsabilità morale e legale che ha assunto nella ricerca della sua scoperta".
Nel 1944 la Paramount Pictures ha prodotto un film che ha come soggetto Morton: The Great Moment, diretto da Preston Sturges.
Il primo uso dell'etere come anestetico è commemorato nel Monumento all'Etere nel Boston Public Garden, ma coloro che hanno progettato tale opera si sono guardati bene dal prendere parte nel dibattito riguardo colui a cui spetta il merito per la scoperta. La statua, infatti, rappresenta un medico con un vestiario moresco e un turbante.
In definitiva non è possibile identificare l'inventore dell'anestesia, ma Morton certamente giocò un ruolo importante nel suo sviluppo e, più significativamente, nella sua diffusione. Tutto ciò è stato oscurato, comunque, dal suo desiderio di essere visto come il padre dell'anestesia e dalla sua irrefrenabile ricerca del successo economico, nonostante non fosse l'unica ragione della sua ambizione.